# Raúl Fuster
Raúl Fuster Arnau (Elche, 23 luglio 1985) è un ex calciatore spagnolo, di ruolo difensore.

## Caratteristiche tecniche
È un terzino sinistro.